# Liste des quartiers de New York

Carte des cinq arrondissements de la ville de New York.

Cet article présente une liste des quartiers de la ville de New York. 
Les quartiers new-yorkais sont dispersés à travers les cinq arrondissements (en anglais : boroughs) qui composent la ville de New York : Manhattan, Brooklyn, Queens, le Bronx et Staten Island.

## Description
La ville de New York (New York City) est constituée de cinq arrondissements (boroughs). Ceux-ci sont subdivisés en une centaine de quartiers différents, dont plusieurs possèdent une histoire et une ambiance qui leur est propre. En effet, ces arrondissements sont très différents les uns des autres à de nombreux points de vue : culture, activité économique, architecture, intérêts touristiques.

## Liste des quartiers

### Par arrondissement

#### Bronx

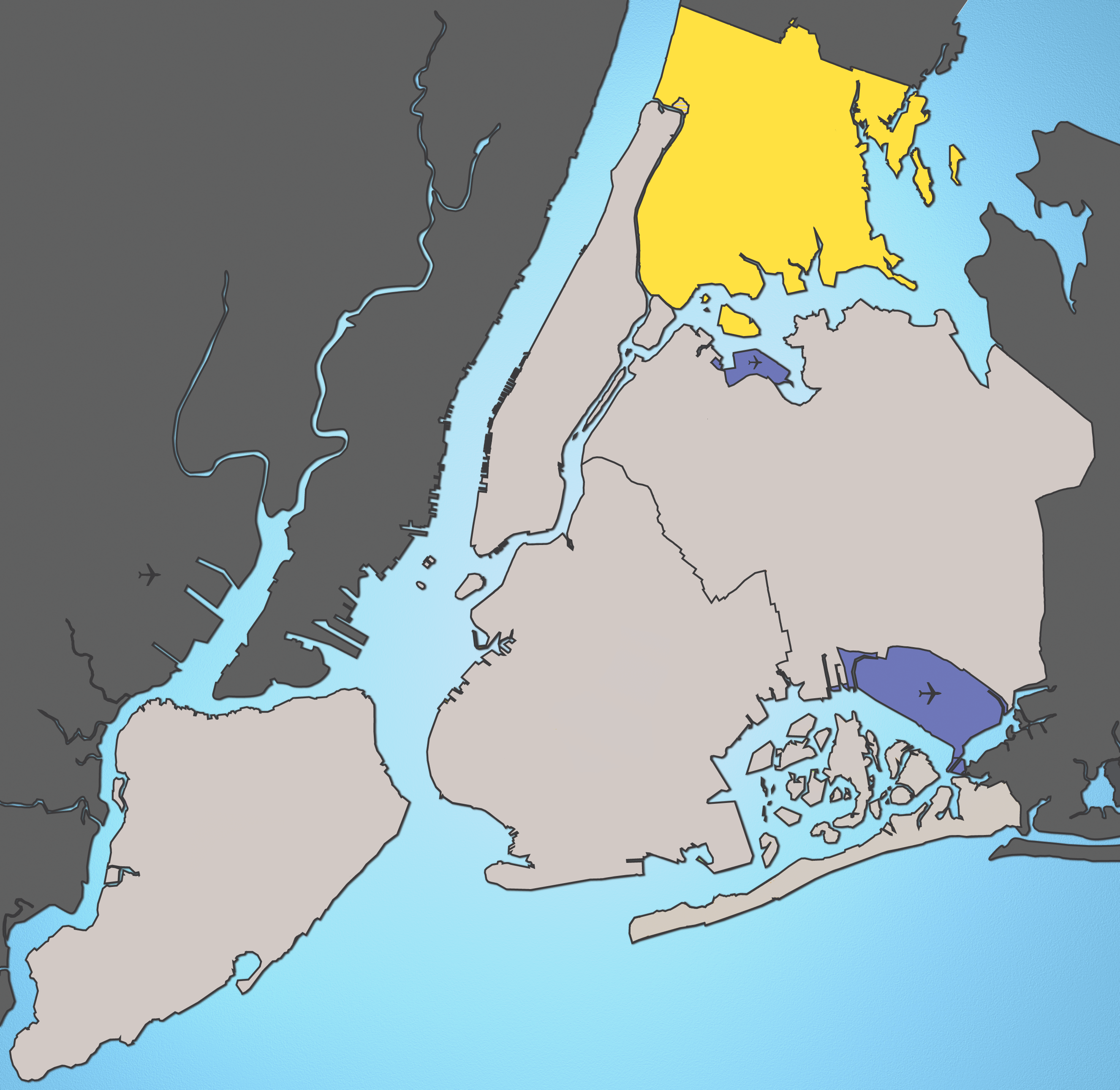
Localisation du Bronx

| Quartier                                    | Population (en 2020) |
| ------------------------------------------- | -------------------- |
| Allerton                                    | 34 623               |
| Bedford Park                                | 55 521               |
| Belmont                                     | 35 825               |
| Castle Hill - Unionport                     | 41 420               |
| Claremont Village - Claremont (East)        | 24 553               |
| Co-Op City                                  | 37 369               |
| Concourse - Concourse Village               | 69 387               |
| Crotona Park East                           | 30 158               |
| Eastchester-Edenwald-Baychester             | 51 736               |
| Fordham Heights                             | 32 099               |
| Highbridge                                  | 32 456               |
| Hunts Point                                 | 15 131               |
| Kingsbridge Heights - Van Cortlandt VIllage | 35 777               |
| Kingsbridge - Marble Hill                   | 22 807               |
| Longwood                                    | 40 289               |
| Melrose                                     | 42 651               |
| Morris Park                                 | 25 077               |
| Morrisania                                  | 37 607               |
| Mott Haven-Port Morris                      | 57 718               |
| Mount Eden - Claremont (West)               | 49 651               |
| Mount Hope                                  | 49 099               |
| Norwood                                     | 43 466               |
| Parkchester                                 | 33 602               |
| Pelham Bay-Country Club-City Island         | 29 462               |
| Pelham Gardens                              | 29 402               |
| Pelham Parkway - Van Nest                   | 32 425               |
| Rikers Island                               | 3 772                |
| Riverdale - Spuyten Duyvil                  | 47 927               |
| Soundview - Bruckner - Bronx River          | 75 342               |
| Soundview - Clason Point                    | 37 297               |
| Throgs Neck -Schuylerville                  | 48 116               |
| Tremont                                     | 32 150               |
| University Heights (North) - Fordham        | 46 538               |
| University Heights (South) - Morris Heights | 54 682               |
| Wakefield - Woodlawn                        | 47 657               |
| West Farms                                  | 20 147               |
| Westchester Square                          | 17 376               |
| Williamsbridge-Olinville                    | 61 346               |

#### Brooklyn
- Admiral's Row, ATURA, Barren Island, Bath Beach, Bay Ridge, Bedford, Bedford-Stuyvesant, Bensonhurst, Bergen Beach, BoCoCa, Boerum Hill, Borough Park, Brighton Beach, Brooklyn Heights, Brownsville, Bushwick, Cadman Plaza, Canarsie, Carroll Gardens, City Line, Clinton Hill, Cobble Hill, Coney Island, Crown Heights, Cypress Hills, Ditmas Park, Downtown, DUMBO, Dyker Heights, East Flatbush, East New York, East Williamsburg, Farragut, Fiske Terrace, Flatbush, Flatlands, Fort Greene, Fort Hamilton, Fulton Ferry, Georgetown, Gerritsen Beach, Gowanus, Gravesend, Greenpoint, Greenwood Heights, Highland Park, Homecrest, Kensington, Little Poland, Madison, Manhattan Beach, Marine Park, Midwood, Mill Basin, Navy Yard, New Lots, New Utrecht, Ocean Hill, Ocean Parkway, Park Slope, Pigtown, Plum Beach, Prospect Heights, Prospect-Lefferts Gardens, Prospect Park South, RAMBO, Red Hook, Sea Gate, Sheepshead Bay, South Brooklyn, South Park Slope, Starrett City, Stuyvesant Heights, Sunset Park, Vinegar Hill, Weeksville, White Sands, Williamsburg, Windsor Terrace, Wingate

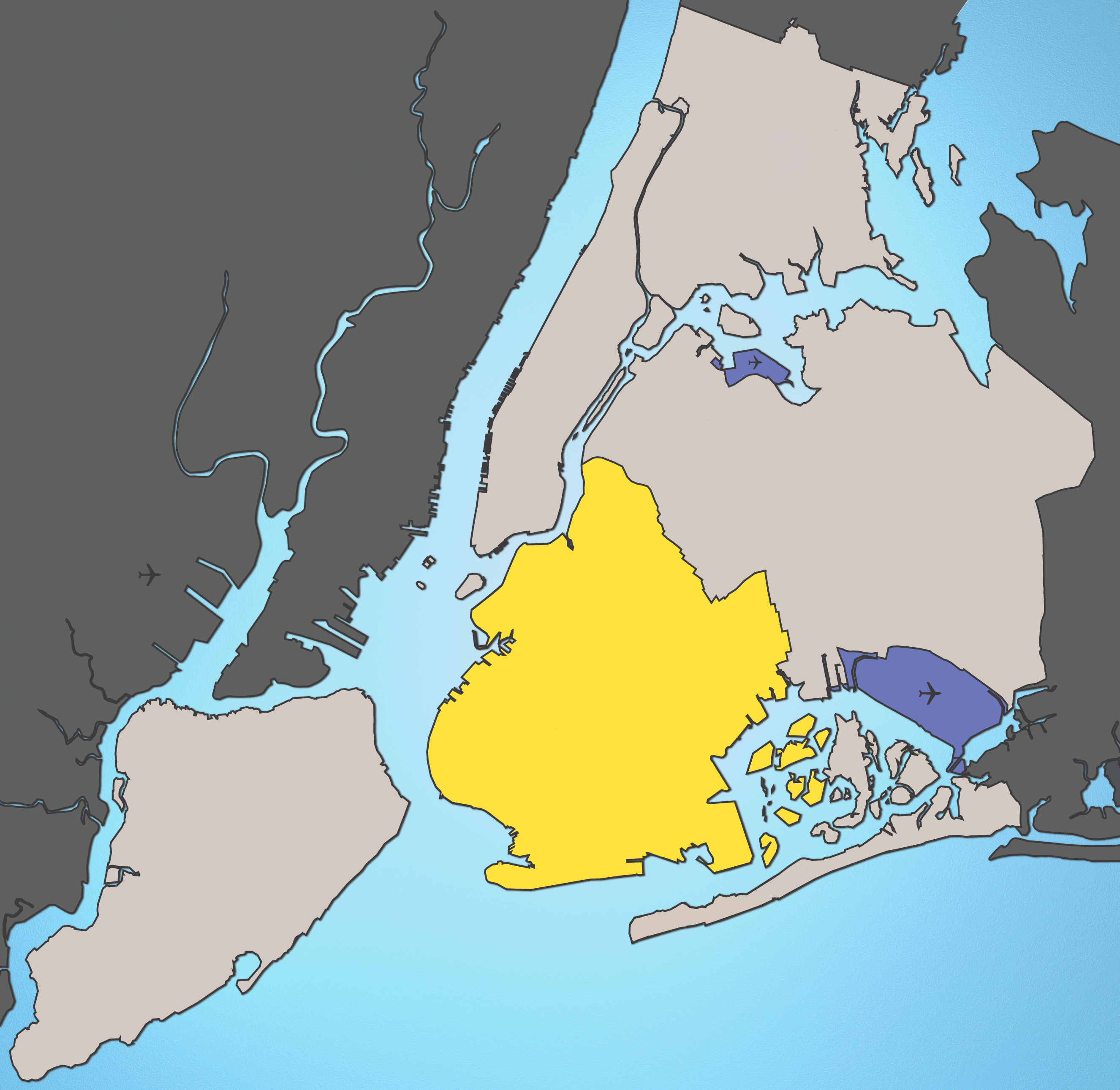
Localisation de Brooklyn.
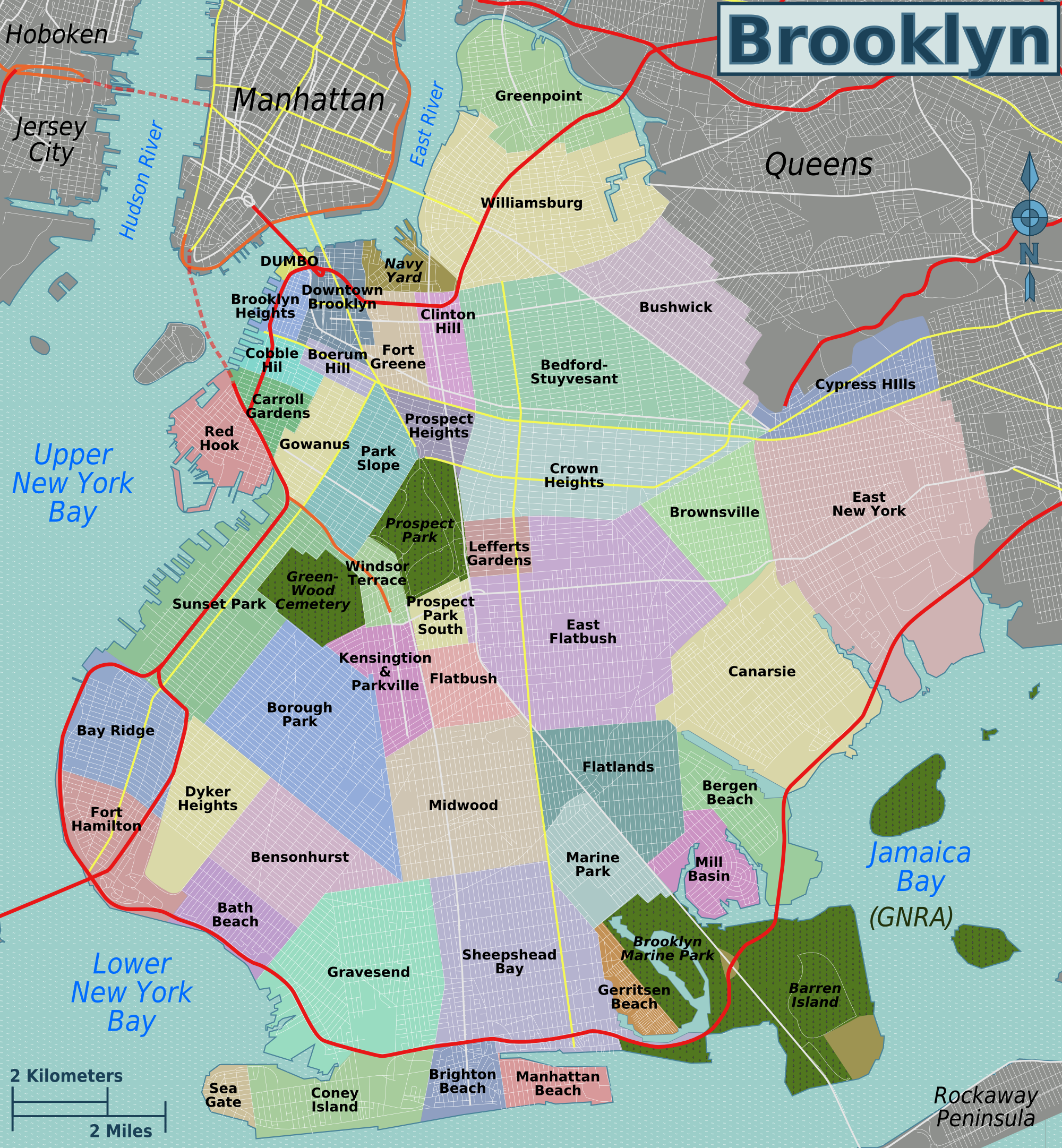
Brooklyn.

#### Manhattan[2]
- Downtown Manhattan (De la partie la plus au sud à la 34e rue) : South Ferry, Battery Park, Battery Park City, Wall Street, Tribeca, City Hall, Chinatown, Lower East Side (LES), Little Italy, NoLIta (North of Little Italy), SoHo (South of Houston), Alphabet City, Bowery, Cooper Square, East Village, NoHo (North of Houston), Greenwich Village, West Village, Meatpacking District, Chelsea, Flatiron District, Gramercy Park, Stuyvesant Town (Stuy Town), Kips Bay, Rose Hill, NoMad (North of Madison Square Park), Koreatown
- Midtown Manhattan (De la 34e rue à la 59e rue) : Garment District, Murray Hill, Tudor City, Midtown East, Turtle Bay, Beekman, Sutton, Theater District, Hell's Kitchen
- Uptown Manhattan (De la 59e rue à la partie la plus au nord) : Upper West Side (UWS + Lincoln Square + Manhattan Valley), Upper East Side (UES + Lenox Hill + Yorkville + Carnegie), East Harlem (El Barrio), Harlem, Morningside Heights, Manhattanville, Hamilton Heights, Washington Heights, Inwood

Localisation de Manhattan
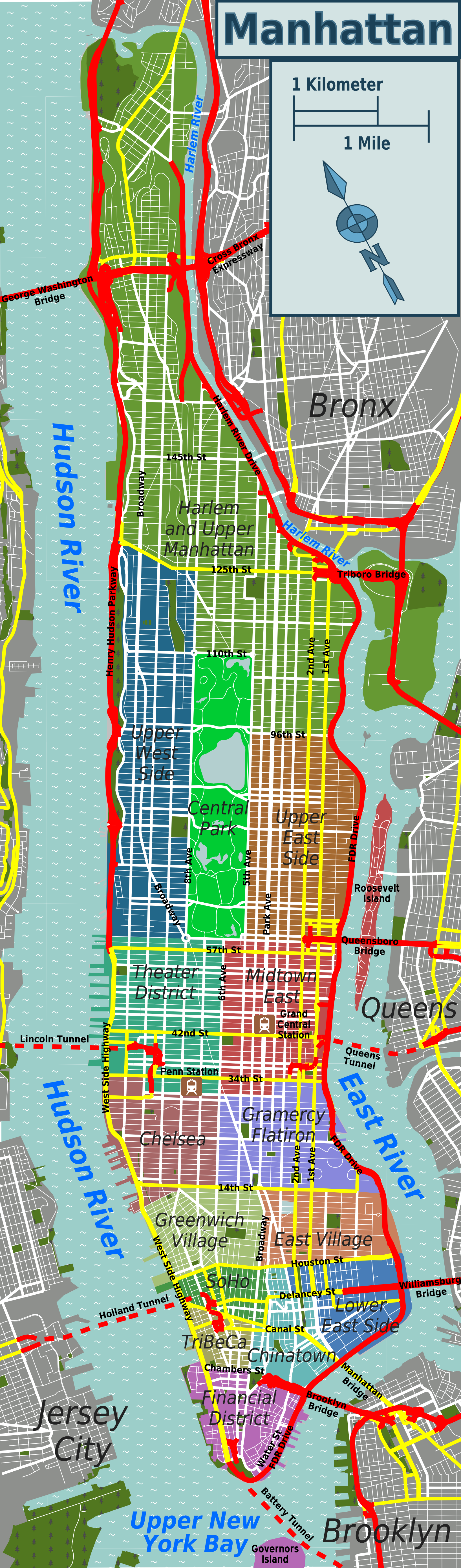
Manhattan

#### Queens

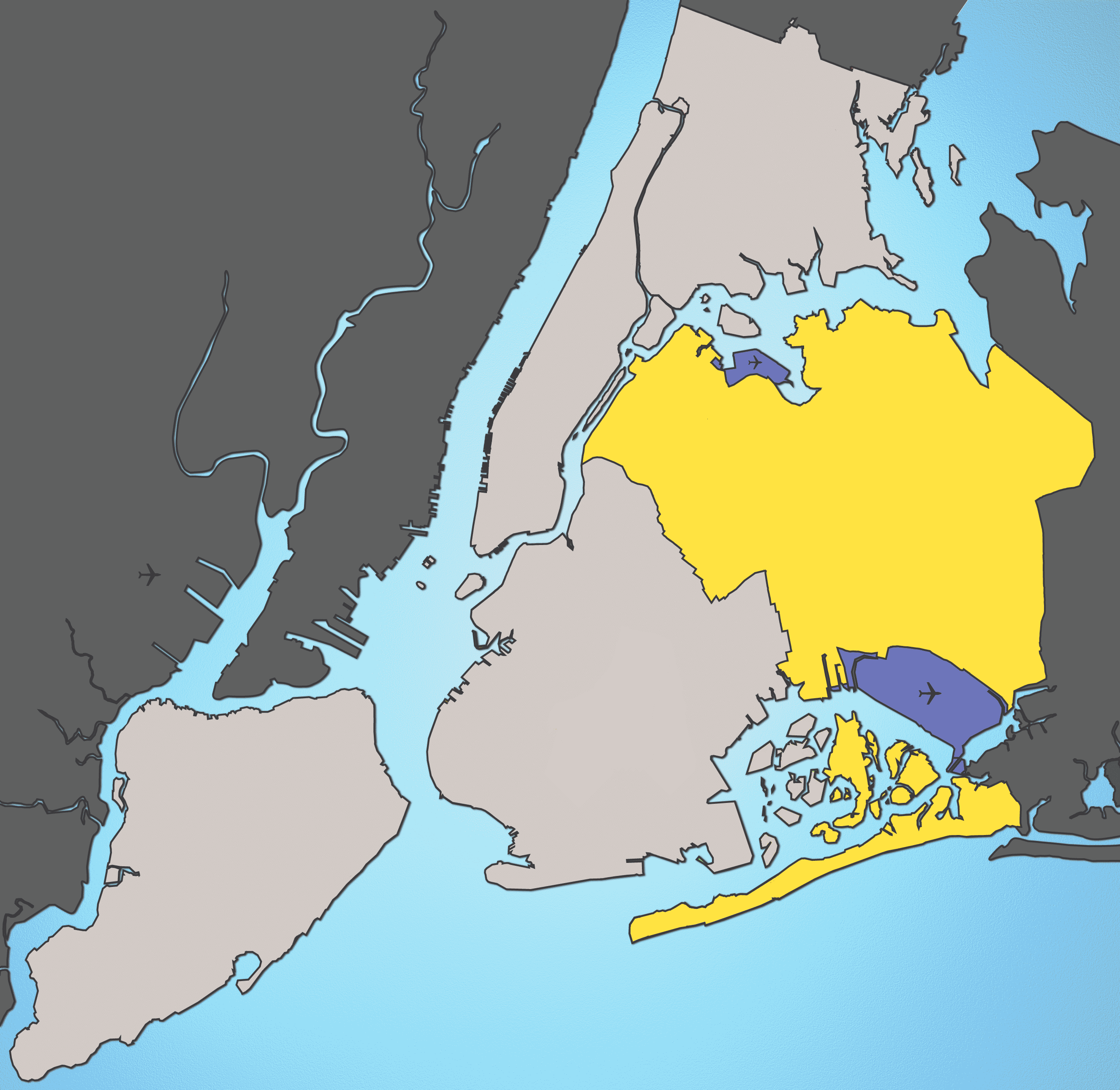
Localisation du Queens

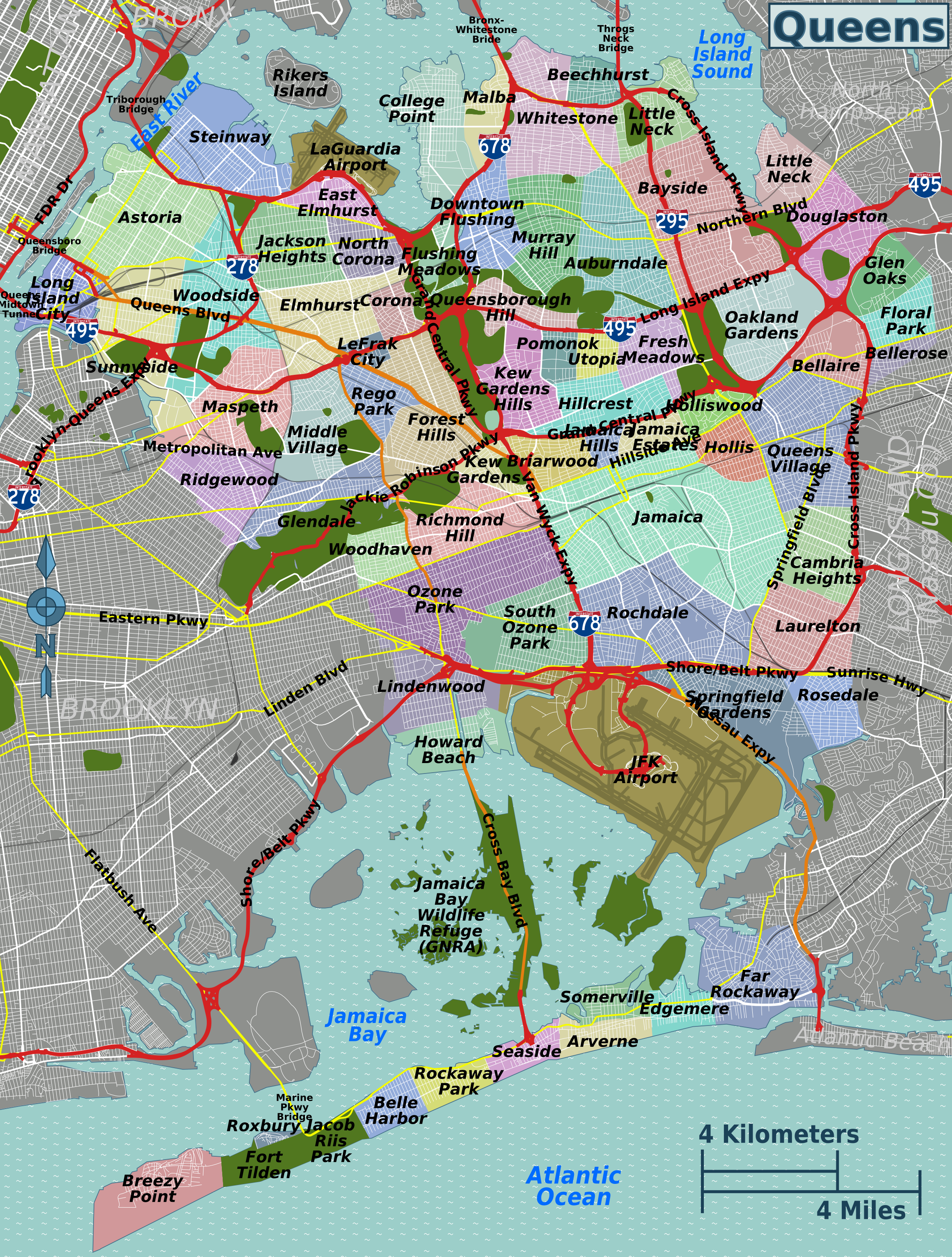
Queens

| Quartier                                              | Population (en 2010) | Quartiers inclus                                                            |
| ----------------------------------------------------- | -------------------- | --------------------------------------------------------------------------- |
| Astoria                                               | 78 793               | Astoria Heights, Ditmars                                                    |
| Auburndale                                            | 19 996               |                                                                             |
| Bayside-Bayside Hills                                 | 43 808               |                                                                             |
| Bellerose                                             | 25 287               |                                                                             |
| Breezy Point-Belle Harbor-Rockaway Park-Broad Channel | 28 018               | Seaside, Roxbury, Belle Harbor, Rockaway Beach, Broad Channel               |
| Briarwood-Jamaica Hills                               | 39 138               |                                                                             |
| Cambria Heights                                       | 18 677               |                                                                             |
| College Point                                         | 24 275               | Beechhurst                                                                  |
| Corona                                                | 57 658               | Willets Point, LeFrak City                                                  |
| Douglas Manor-Douglaston-Little Neck                  | 24 739               |                                                                             |
| East Elmhurst                                         | 23 150               |                                                                             |
| East Flushing                                         | 26 282               |                                                                             |
| Elmhurst                                              | 88 427               | LeFrak City                                                                 |
| Far Rockaway-Bayswater                                | 50 058               |                                                                             |
| Flushing                                              | 72 008               |                                                                             |
| Forest Hills                                          | 83 728               |                                                                             |
| Fresh Meadows-Utopia                                  | 17 812               |                                                                             |
| Ft. Totten-Bay Terrace-Clearview                      | 21 751               |                                                                             |
| Glendale                                              | 32 496               |                                                                             |
| Glen Oaks-Floral Park-New Hyde Park                   | 22 571               |                                                                             |
| Hammels-Arverne-Edgemere                              | 36 885               |                                                                             |
| Hollis                                                | 20 269               |                                                                             |
| Hunters Point-Sunnyside-West Maspeth                  | 63 271               | Sunnyside Gardens                                                           |
| Jackson Heights                                       | 108 152              |                                                                             |
| Jamaica                                               | 53 751               | Rochdale                                                                    |
| Jamaica Estates-Holliswood                            | 25 480               |                                                                             |
| Kew Gardens                                           | 23 278               |                                                                             |
| Kew Gardens Hills                                     | 37 479               |                                                                             |
| Laurelton                                             | 24 453               |                                                                             |
| Lindenwood-Howard Beach                               | 26 148               | Ramblersville, Old Howard Beach, Rockwood Park, Howard Park, Hamilton Beach |
| Maspeth                                               | 30 516               |                                                                             |
| Middle Village                                        | 37 929               |                                                                             |
| Murray Hill                                           | 51 739               | Broadway-Flushing                                                           |
| North Corona                                          | 52 037               |                                                                             |
| Oakland Gardens                                       | 28 237               |                                                                             |
| Old Astoria                                           | 27 814               |                                                                             |
| Ozone Park                                            | 21 376               | Tudor Village                                                               |
| Pomonok-Flushing Heights-Hillcrest                    | 34 034               | Electchester                                                                |
| Queensboro Hill                                       | 20 800               |                                                                             |
| Queensbridge-Ravenswood-Long Island City              | 20 030               | Dutch Kills, Blissville                                                     |
| Queens Village                                        | 52 504               | Bellaire, Hollis Hills                                                      |
| Rego Park                                             | 28 260               |                                                                             |
| Richmond Hill                                         | 62 982               |                                                                             |
| Ridgewood                                             | 69 317               | Linden Hill, Fresh Pond                                                     |
| Rosedale                                              | 25 063               | Meadowmere                                                                  |
| St. Albans                                            | 48 593               | Locust Manor, Rockaway                                                      |
| South Jamaica                                         | 38 894               |                                                                             |
| South Ozone Park                                      | 75 878               |                                                                             |
| Springfield Gardens North                             | 25 409               |                                                                             |
| Springfield Gardens South-Brookville                  | 20 132               |                                                                             |
| Steinway                                              | 47 534               |                                                                             |
| Whitestone                                            | 30 773               |                                                                             |
| Woodhaven                                             | 56 674               |                                                                             |
| Woodside                                              | 45 099               | Boulevard Gardens                                                           |

#### Staten Island

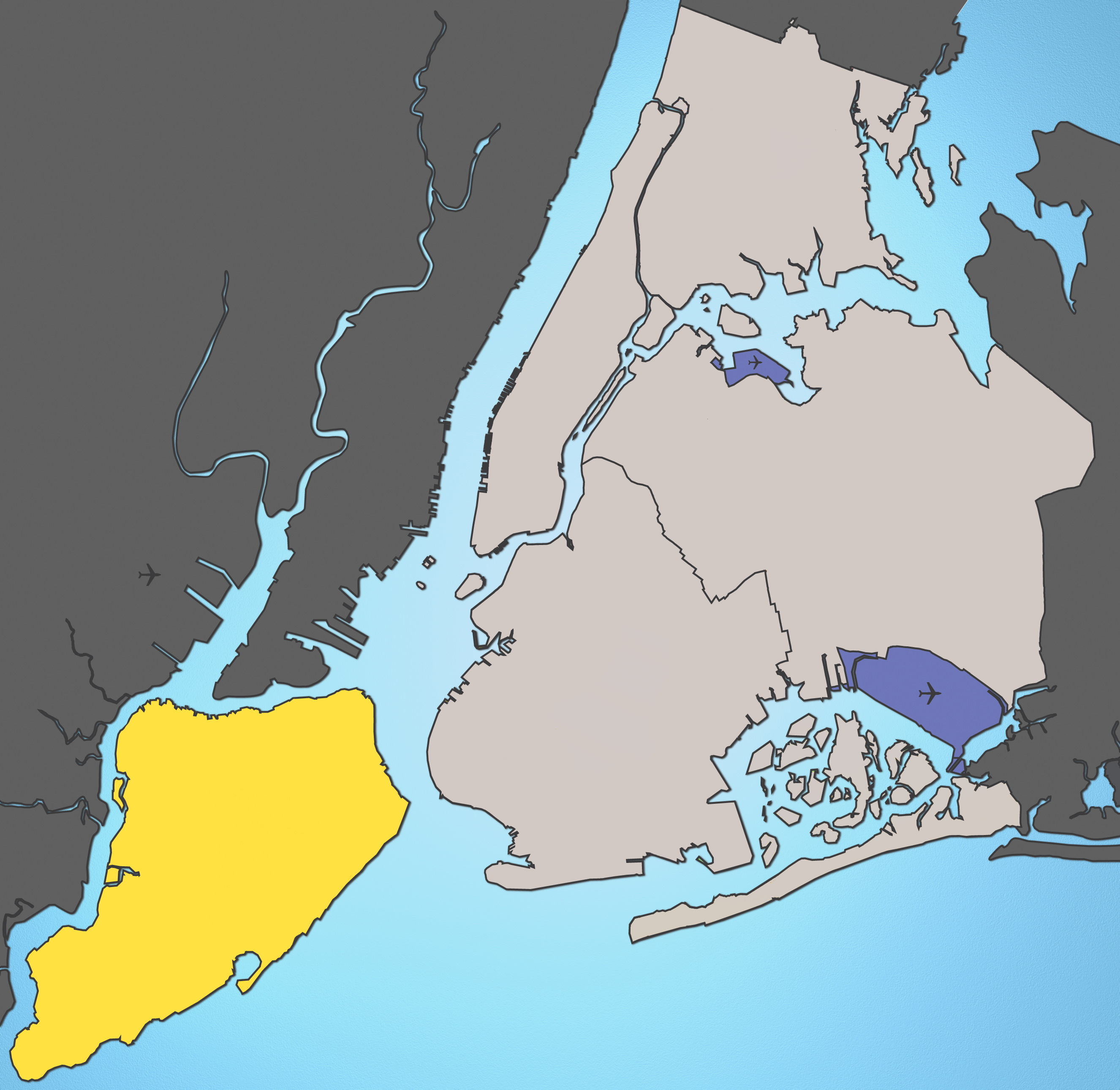
Localisation de Staten Island

| Quartier                                                 | Population (en 2010) |
| -------------------------------------------------------- | -------------------- |
| Annadale-Huguenot-Prince's Bay-Eltingville               | 27 770               |
| Arden Heights                                            | 25 238               |
| Charleston-Richmond Valley-Tottenville                   | 23 313               |
| Grasmere-Arrochar-Ft. Wadsworth                          | 16 079               |
| Great Kills                                              | 40 720               |
| Grymes Hill-Clifton-Fox Hills                            | 22 460               |
| Mariner's Harbor-Arlington-Port Ivory-Graniteville       | 31 474               |
| New Brighton-Silver Lake                                 | 17 525               |
| New Dorp-Midland Beach                                   | 21 896               |
| New Springville-Bloomfield-Travis                        | 39 597               |
| Oakwood-Oakwood Beach                                    | 22 049               |
| Old Town-Dongan Hills-South Beach                        | 24 835               |
| Port Richmond                                            | 20 191               |
| Rossville-Woodrow                                        | 20 763               |
| Stapleton-Rosebank                                       | 26 453               |
| Todt Hill-Emerson Hill-Heartland Village-Lighthouse Hill | 30 714               |
| West New Brighton-New Brighton-St. George                | 33 551               |
| Westerleigh                                              | 24 102               |

### Par appartenance ethnique

#### Afro-Américain

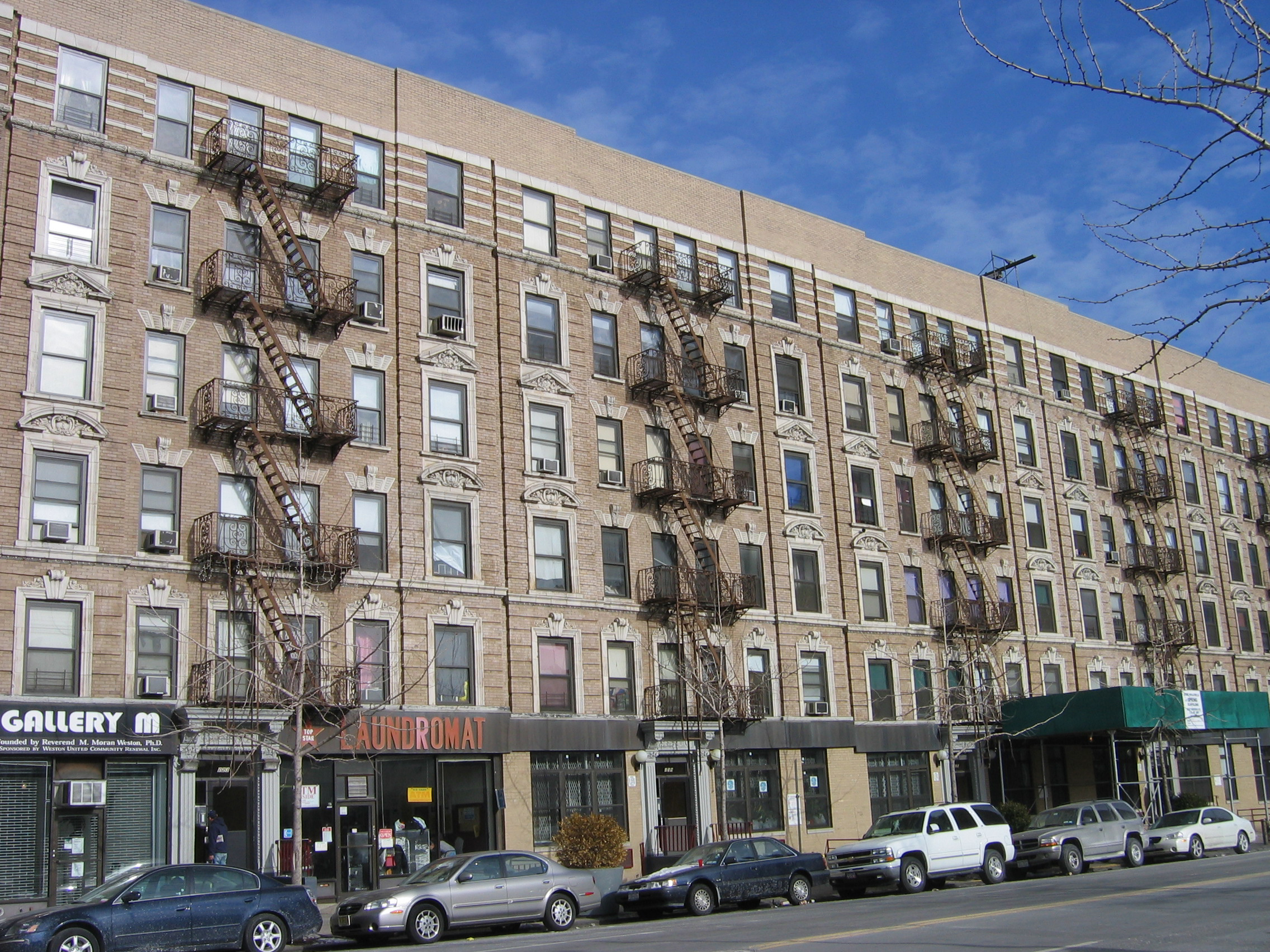
Harlem

- Brooklyn :  Bushwick, Fort Greene, Flatbush, Canarsie, Bedford-Stuyvesant, Weeksville, Brownsville, East New York. Starrett City, Ocean Hill, East Flatbush, City Line, Clinton Hill, Cypress Hills, Kensington, Flatlands, Stuyvesant Heights et Wingate.
- Bronx : Co-op City, Baychester, Eastchester, Edenwald, Soundview, Wakefield, Williamsbridge, Olinville, Allerton, Concouse, Fordham-Bedford, Mott Haven, Morrisania, Tremont (en), Highbridge et East Morrisania.
- Manhattan : Harlem, Sugar Hill, Hamilton Heights, Hudson Heights, Lower East Side et San Juan Hill.
- Staten Island : Mariners Harbor, Tompkinsville, Clifton et Stapleton.
- Queens : Far Rockaway, Arverne, St. Albans, Cambria Heights, Laurelton, Rosedale, Jamaica, Hollis, South Jamaica, Elmhurst, Ozone Park, South Ozone Park, Springfield Gardens, Queensbridge, East Elmhurst et Queens Village.

#### Chinois

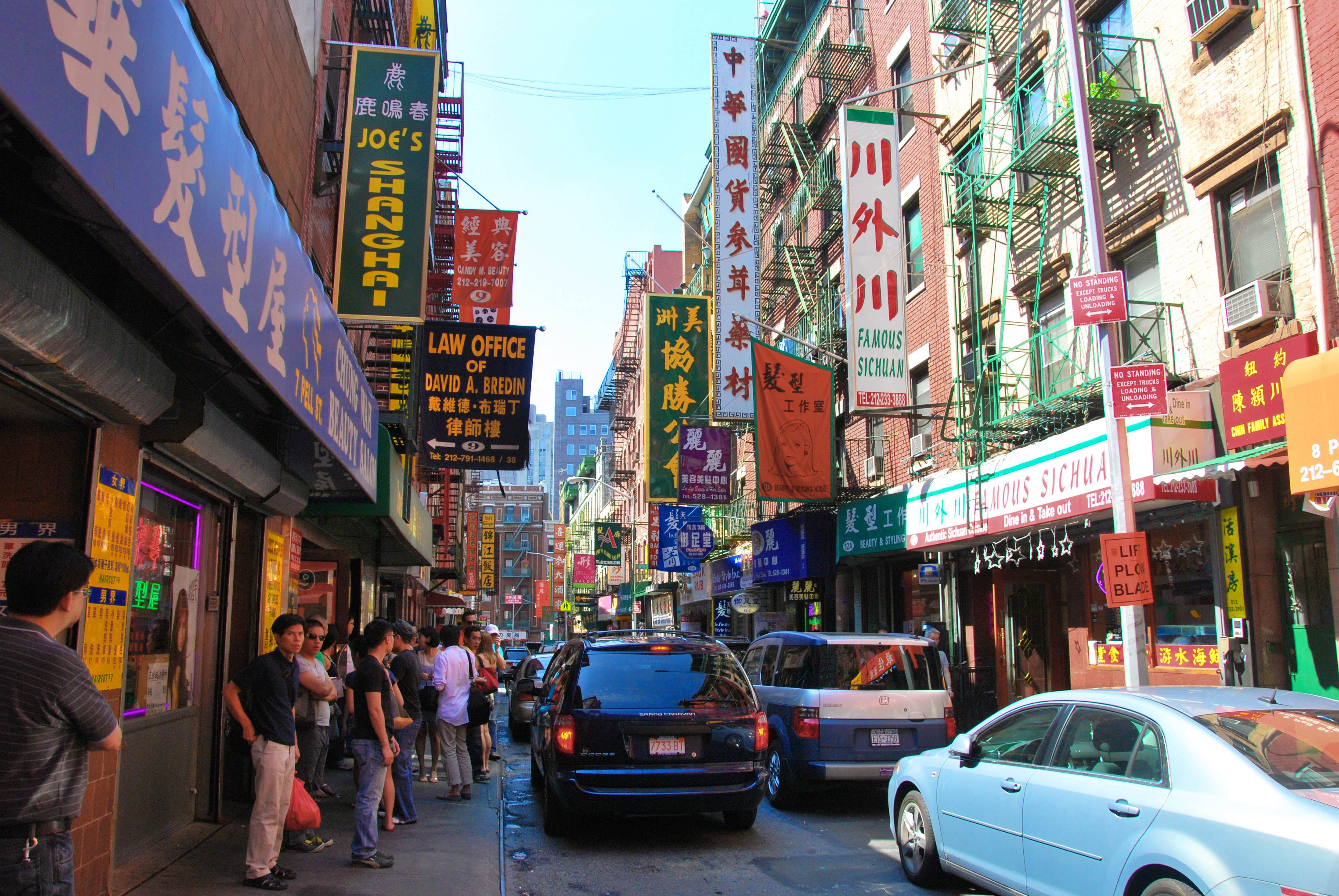
Chinatown.

- Manhattan : Chinatown
- Queens : Flushing
- Brooklyn : Bensonhurst

#### Hispanique
- Brooklyn : Bushwick, Williamsburg, East Williamsburg, East New York, Sunset Park, Cypress Hills, New Lots, Kensington et City Line.
- Bronx : Allerton, Bedford Park, Castle Hill, Concourse, East Morrisania, East Tremont, Fordham, Fordham-Bedford, Harding Park, Highbridge, Hunts Point, The Hub, Kingsbridge, Kingsbridge Heights, Longwood, Melrose, Morrisania, Morris Heights, Mott Haven, Norwood, Port Morris, Soundview, Tremont, University Heights et West Farms.
- Manhattan : East Harlem, Inwood, Washington Heights, Lower East Side, Alphabet City, East Village, Loisaida, Hamilton Heights, Manhattanville, Hudson Heights et Manhattan Valley.
- Staten Island : Mariners Harbor, Tompkinsville, Port Richmond, Clifton et Midland Beach.
- Queens : Elmhurst, East Elmhurst, Woodhaven, Woodside, Flushing, Maspeth, Ridgewood, Ozone Park, South Ozone Park, Glendale, Jackson Heights, North Corona, Utopia, Richmond Hill, Sunnyside, Astoria, Queens Village, Linden Hill et Kew Gardens.

#### Italien

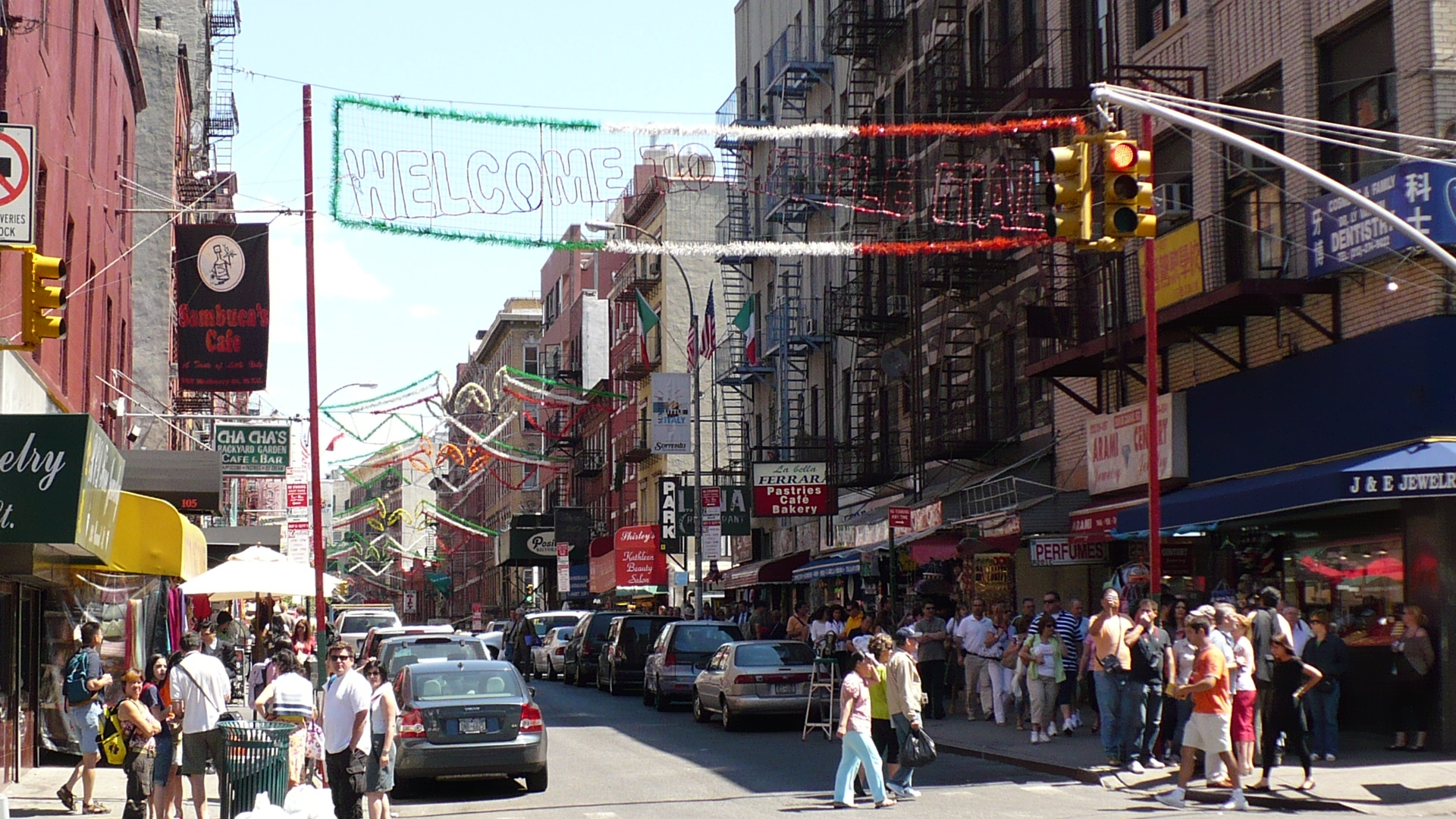
Little Italy

- Brooklyn : Bensonhurst, Dyker Heights, Midwood, Bay Ridge, Cobble Hill, Carroll Gardens, Gravesend, Coney Island, Homecrest, Manhattan Beach, Mill Basin, Marine Park et Kensington et Red Hook.
- Bronx : Country Club, Morris Park, City Island, Arthur Avenue, Pelham Bay, Pelham Gardens, Pelham Parkway, Throgs Neck, Locust Point et Woodlawn (en)
- Manhattan : Hell's Kitchen, Little Italy, NoLIta, Greenwich Village, Lower East Side et Italian Harlem.
- Staten Island : Annadale, Arden Heights, Arrochar, Bay Terrace, Charleston, Concord, Eltingville, Grant City, Grasmere, Great Kills, Greenridge, Huguenot, New Dorp, New Springville; Pleasant Plains, Port Richmond, Prince's Bay, Rosebank, South Beach, Todt Hill, Tompkinsville, Tottenville, West New Brighton et Willowbrook.
- Queens : Howard Beach, Old Howard Beach, Ozone Park, Middle Village, Bayside, Richmond Hill, South Ozone Park, Whitestone, Murray Hill, Rockwood Park, Jackson Heights, Woodhaven, Ridgewood, Tudor Village, Lindenwood et Broad Channel.

#### Juif
- Brooklyn : Midwood, Borough Park, Gravesend, Sheepshead Bay, Homecrest, Marine Park, Brighton Beach, Coney Island, Park Slope, Crown Heights, Mill Basin; Marine Park, Bensonhurst, Williamsburg, Flatbush et Kings Highway.
- Bronx : Riverdale, Pelham Parkway, Van Cortlandt Village et City Island.
- Manhattan : Upper East Side, Lower East Side, Greenwich Village, Morningside Heights et Tribeca.
- Queens : Little Neck, Forest Hills, Fresh Meadows, Bayside, Woodhaven, Rockwood Park, Briarwood, Kew Gardens, Jamaica Estates, Hillcrest, Douglaston, Bayswater, Utopia, Jackson Heights, Hollis Hills, Glendale, Lindenwood, Howard Beach et Forest Hills Gardens.

#### Russe
- Brooklyn : Sheepshead Bay, Gravesend, Forest Hills

- Queens :  Forest Hills

#### Polonais
- Brooklyn : Maspeth, Ridgewood, Glendale

## Community Boards

Les Community Districts de la ville de New York.

À New York, un district communautaire (Community District) est constitué d'un conseil communautaire (Community Board) qui fonctionne comme un conseil de quartier. Il y a 59 districts communautaires dans la ville de New York et chacun représente plusieurs quartiers. Le rôle principal de ces Community Boards est de créer un échange entre les habitants des quartiers et les institutions municipales de New York. Tous les mois, les membres de chacun des 59 conseils communautaires se réunissent afin de discuter à propos d'un projet de la ville ou d'un problème relatifs à un quartier.
Le tableau suivant fournit un aperçu statistique de chacun des 59 conseils communautaires (avec les quartiers qui y sont inclus). Ils sont répartis à travers les cinq arrondissements : dont 12 dans le Bronx, 18 à Brooklyn, 12 à Manhattan, 14 dans le Queens et 3 à Staten Island.
| Community Board (CB) | Superficie km2 | Population (2000) | Pop./ km2 | Quartiers |
| -------------------- | -------------- | ----------------- | --------- | --- |
| Bronx CB 1           | 7,17           | 82 159            | 11 459    | Mott Haven, Port Morris, Melrose |
| Bronx CB 2           | 5,54           | 46 824            | 8 452     | Longwood, Hunts Point |
| Bronx CB 3           | 4,07           | 68 574            | 16 849    | Claremont, Crotona Park, Concourse Village, Morrisania |
| Bronx CB 4           | 5,28           | 139 563           | 26 432    | Concourse, High Bridge |
| Bronx CB 5           | 3,55           | 128 313           | 36 145    | University Heights, Morris Heights, Mount Hope, Fordham |
| Bronx CB 6           | 4,01           | 75 688            | 18 875    | Belmont, Bathgate, West Farms, East Tremont |
| Bronx CB 7           | 4,84           | 141 411           | 29 217    | Norwood, University Heights, Bedford Park |
| Bronx CB 8           | 8,83           | 101 332           | 11 476    | Riverdale, Spuyten Duyvil, Van Cortlandt Village, Kingsbridge, Kingsbridge Heights, Fieldston, Marble Hill |
| Bronx CB 9           | 12,41          | 167 859           | 13 526    | Parkchester, Unionport, Soundview, Castle Hill, Bruckner, Harding Park, Bronx River, Clason Point |
| Bronx CB 10          | 16,76          | 115 948           | 6 918     | Co-op City, City Island, Throggs Neck, Westchester Square, Pelham Bay, Locust Point, Silver Beach |
| Bronx CB 11          | 9,32           | 110 706           | 11 878    | Morris Park, Pelham Parkway, Pelham Gardens, Allerton, Bronxdale, Laconia, Van Nest |
| Bronx CB 12          | 14,56          | 149 077           | 10 239    | Edenwald, Wakefield, Williamsbridge, Woodlawn, Fish Bay, Eastchester, Olinville, Baychester |
| Brooklyn CB 1        | 12,82          | 160 338           | 12 507    | Williamsburg, Greenpoint |
| Brooklyn CB 2        | 7.72           | 98 620            | 12 775    | Brooklyn Heights, DUMBO, Vinegar Hill, Fulton Mall, Boerum Hill, Fort Greene, Brooklyn Navy Yard, Fulton Ferry, Clinton Hill |
| Brooklyn CB 3        | 7,67           | 143 867           | 18 757    | Bedford-Stuyvesant, Stuyvesant Heights, Ocean Hill |
| Brooklyn CB 4        | 5,31           | 104 358           | 19 653    | Bushwick |
| Brooklyn CB 5        | 14,61          | 173 198           | 11 855    | East New York, Cypress Hills, Highland Park, New Lots, City Line, Starrett City |
| Brooklyn CB 6        | 9,01           | 104 054           | 11 549    | Red Hook, Carroll Gardens, Park Slope, Gowanus, Cobble Hill |
| Brooklyn CB 7        | 10,96          | 120 063           | 10 955    | Sunset Park, Windsor Terrace, Greenwood Heights |
| Brooklyn CB 8        | 4,25           | 96 076            | 22 606    | Crown Heights, Prospect Heights, Weeksville |
| Brooklyn CB 9        | 4,07           | 104 014           | 25 556    | Crown Heights, Prospect Lefferts Gardens, Wingate |
| Brooklyn CB 10       | 10,57          | 122 542           | 11 593    | Bay Ridge, Dyker Heights, Fort Hamilton |
| Brooklyn CB 11       | 10,18          | 172 129           | 16 909    | Bath Beach, Gravesend, Mapleton, Bensonhurst |
| Brooklyn CB 12       | 9,32           | 185 046           | 19 855    | Borough Park, Kensington, Ocean Parkway, Midwood |
| Brooklyn CB 13       | 8,88           | 106 120           | 11 950    | Coney Island, Brighton Beach, Bensonhurst, Gravesend, Seagate |
| Brooklyn CB 14       | 7,61           | 168 806           | 22 182    | Flatbush, Midwood, Kensington, Ocean Parkway |
| Brooklyn CB 15       | 12,82          | 160 319           | 12 505    | Sheepshead Bay, Manhattan Beach, Kings Bay, Gerritsen Beach, Kings Highway, East Gravesend, Madison, Homecrest, Plum Beach |
| Brooklyn CB 16       | 4,97           | 85 343            | 17 172    | Brownsville, Ocean Hill |
| Brooklyn CB 17       | 8,73           | 165 753           | 18 987    | East Flatbush, Remsen Village, Farragut, Rugby, Erasmus, Ditmas Village |
| Brooklyn CB 18       | 24,68          | 194 653           | 7 887     | Canarsie, Bergen Beach, Mill Basin, Flatlands, Marine Park, Georgetown, Mill Island |
| Manhattan CB 1       | 4,45           | 34 420            | 7 735     | Tribeca, Battery Park City, Financial District |
| Manhattan CB 2       | 4,01           | 93 119            | 23 222    | Greenwich Village, West Village, NoHo, SoHo, Lower East Side, Chinatown, Little Italy |
| Manhattan CB 3       | 4,56           | 164 407           | 36 054    | Alphabet City, East Village, Lower East Side, Chinatown, Two Bridges |
| Manhattan CB 4       | 5,41           | 87 479            | 16 170    | Clinton, Chelsea |
| Manhattan CB 5       | 4,25           | 44 028            | 10 360    | Midtown |
| Manhattan CB 6       | 3,55           | 136 152           | 38 353    | Stuyvesant Town, Waterside Plaza, Tudor City, Turtle Bay, Peter Cooper Village, Murray Hill, Gramercy, Kips Bay, Sutton Place |
| Manhattan CB 7       | 5,46           | 207 699           | 38 040    | Manhattan Valley, Upper West Side, Lincoln Square |
| Manhattan CB 8       | 5,13           | 217 063           | 42 312    | Upper East Side, Lenox Hill, Yorkville, Roosevelt Island |
| Manhattan CB 9       | 3,91           | 111 724           | 28 574    | Hamilton Heights, Manhattanville, Morningside Heights |
| Manhattan CB 10      | 3,63           | 107 109           | 29 507    | Harlem, Upper Manhattan |
| Manhattan CB 11      | 5,75           | 117 743           | 20 477    | East Harlem, Ward's Island, Randall's Island |
| Manhattan CB 12      | 7,64           | 208 414           | 27 279    | Inwood, Washington Heights |
| Queens CB 1          | 14,97          | 211 220           | 14 110    | Astoria, Old Astoria, Long Island City, Queensbridge, Ditmars, Ravenswood, Steinway, Garden Bay, Woodside |
| Queens CB 2          | 13,36          | 109 920           | 8 228     | Hunters Point, Long Island City, Woodside, Sunnyside |
| Queens CB 3          | 7,33           | 169 083           | 23 067    | Jackson Heights, East Elmhurst, North Corona |
| Queens CB 4          | 6,16           | 167 005           | 27 111    | Elmhurst, Corona, Roosevelt Avenue |
| Queens CB 5          | 19,63          | 165 911           | 8 452     | Ridgewood, Glendale, Middle Village, Maspeth, Fresh Pond, Liberty Park |
| Queens CB 6          | 7,59           | 115 967           | 15 279    | Forest Hills, Rego Park |
| Queens CB 7          | 32,97          | 242 952           | 7 369     | Flushing, Bay Terrace, College Point, Whitestone, Malba, Linden Hill, Beechhurst, Queensboro Hill, Willets Point |
| Queens CB 8          | 19,17          | 146 594           | 7 647     | Fresh Meadows, Cunningham Heights, Hilltop Village, Pomonak Houses, Fresh Meadows, Jamaica Estates, Holliswood, Flushing South, Utopia, Kew Gardens Hills, Briarwood |
| Queens CB 9          | 10,08          | 141 608           | 14 048    | Richmond Hill, Woodhaven, Ozone Park, Kew Gardens |
| Queens CB 10         | 16,19          | 127 274           | 7 861     | Howard Beach, South Ozone Park, Richmond Hill, Tudor Village, Lindenwood |
| Queens CB 11         | 24,99          | 116 404           | 4 658     | Bayside, Douglaston, Little Neck, Auburndale, East Flushing, Oakland Gardens, Hollis Hills |
| Queens CB 12         | 25,46          | 223 602           | 8 782     | Jamaica, Hollis, Saint Albans, Springfield Gardens, Baisley Park, Rochdale Village, South Jamaica |
| Queens CB 13         | 33,31          | 196 284           | 5 893     | Queens Village, Glen Oaks, New Hyde Park, Bellerose, Cambria Heights, Laurelton, Rosedale, Meadowmere, Floral Park, Brookville |
| Queens CB 14         | 23,28          | 106 686           | 4 583     | Breezy Point, Belle Harbor, Neponsit, Arverne, Bayswater, Edgemere, Rockaway Park, Rockaway, Far Rockaway |
| Staten Island CB 1   | 36,62          | 162 609           | 4 440     | Arlington, Castleton Corners, Clifton, Concord, Elm Park, Fort Wadsworth, Graniteville, Grymes Hill, Livingston, Mariners Harbor, Meiers Corners, New Brighton, Port Ivory, Port Richmond, Randall Manor, Rosebank, St. George, Shore Acres, Silver Lake, Stapleton, Sunnyside, Tompkinsville, West Brighton, Westerleigh |
| Staten ;Island CB 2  | 54,62          | 127 071           | 2 326     | Arrochar, Bloomfield, Bulls Heads, Chelsea, Dongan Hills, Egbertville, Emerson Hill, Grant City, Grasmere, Midland Beach, New Dorp, New Springville, Oakwood, Ocean Breeze, Old Town, South Beach, Todt Hill, Travis |
| Staten Island CB 3   | 58,97          | 152 908           | 2 593     | Annadale, Arden Heights, Bay Terrace, Charleston, Eltingville, Great Kills, Greenridge, Huguenot, Pleasant Plains, Prince’s Bay, Richmond Valley, Rossville, Tottenville, Woodrow |
| New York             | 831,39         | 8 008 278         | 9 632     | |